# Engelsberg
Engelsberg település Németországban, azon belül Bajorországban. Lakosainak száma 2602 fő (2023. december 31.).

## Népesség
A település népessége az elmúlt években az alábbi módon változott:
| Lakosok száma | 560  | 977  | 1359 | 1847 | 2575 | 2579 | 2653 | 2620 | 2581 | 2602 |
|               | 1875 | 1950 | 1975 | 1987 | 2012 | 2014 | 2016 | 2017 | 2021 | 2023 |